# Stadio Santa Giuliana
Lo stadio Santa Giuliana, noto anche come arena Santa Giuliana, è un impianto sportivo di Perugia adibito a uso polivalente.

## Storia

Veduta aerea della vecchia struttura, con ancora presenti le curve e il palco centrale coperto.

Il Santa Giuliana prende il nome dall'omonimo complesso religioso presente a ridosso, risalente al 1253 e restaurato nel XVI secolo, formato dalla chiesa e dall'ex monastero femminile cistercense (oggi sede della scuola lingue estere dell'Esercito Italiano).
Lo stadio nasce nel 1937, su progetto dell'architetto Giuseppe Lilli, per dotare la città di Perugia di un impianto per lo svolgimento dell'attività sportiva e, soprattutto, per dare finalmente alla squadra di calcio cittadina un vero e proprio stadio; infatti, nonostante il gioco del pallone venisse praticato in città dagli inizi del XX secolo, il Perugia non disponeva di un luogo adatto alla disciplina, giocando i suoi incontri nello sconnesso piazzone (l'attuale Piazza Partigiani) adattato alla meglio come campo da calcio.
L'impianto sorge a poca distanza dal centro storico perugino e ha una pianta ovale, col manto d'erba circondato da una pista di atletica leggera a 6 corsie. Fin dai primi anni il Santa Giuliana ha avuto una vocazione polivalente, prestandosi all'utilizzo per l'atletica leggera, il rugby e il football americano. Nella sua storia, lo stadio rimane però legato prettamente all'ambito calcistico: il Santa Giuliana è stato sede degli incontri casalinghi del Perugia per quasi quarant'anni e su questo campo i grifoni conquistarono la loro prima promozione in Serie A, al termine del vittorioso campionato di Serie B 1974-1975.
Nonostante a metà degli anni 1970 l'impianto potesse contare su una capienza di circa 15 000 posti e la copertura della tribuna centrale, queste caratteristiche vennero ritenute non sufficienti per il palcoscenico della massima serie, così durante l'estate 1975 venne costruito il nuovo Comunale di Pian di Massiano, dove il Perugia si trasferì a partire dalla stagione seguente; la squadra utilizzò ancora per qualche anno il Santa Giuliana come campo d'allenamento, lasciandolo in seguito alle altre discipline. Con l'abbattimento della maggior parte delle vecchie tribune, lo stadio è diventato così a utilizzo quasi esclusivo dell'atletica, pur tra cicliche polemiche nei decenni seguenti circa lo stato e la manutenzione dell'impianto e delle sue attrezzature.
Dal 2003 l'impianto è anche tra le sedi di Umbria Jazz e, col nome di arena Santa Giuliana, ospita i concerti più importanti del festival musicale jazzistico. Nel corso degli anni 2010 il Santa Giuliana è oggetto di varie opere di ristrutturazione e riqualificazione, volte a migliorarne le strutture e a consentirne un migliore utilizzo per i più diversi tipi di eventi.